# Friedrich Wilhelm Eckhardt
Friedrich Wilhelm Eckhardt (* 25. Februar 1892 in Kassel; † 9. April 1961 in Niederlehme) war ein deutscher Ingenieur und Leiter des Konstruktionsbüros der Berliner Maschinenbau-Actien-Gesellschaft vormals L. Schwartzkopff.
Friedrich Wilhelm Eckhardt arbeitete zuerst bei Henschel & Sohn und wechselte 1916 zu L. Schwartzkopff. 1924 wurde ihm die Leitung des Entwurfs- und Studienbüros übertragen. 1936 wurde er Oberingenieur.
1944 übernahm er die Leitung der Dampflokomotivenkonstruktion.
Er war maßgeblich an den Entwürfen der Dampflokomotiven der Baureihen 41 und 50 sowie der Baureihe 84 beteiligt. Bei letzterer, einer 1'E1' h3 Tenderlokomotive, kam das nach ihm benannte
Schwartzkopff-Eckhardt-Lenkgestell zur Verbesserung der Kurvenläufigkeit von Dampflokomotiven vorne und hinten zum Einsatz. Dies war notwendig, weil für die Lok ein kleinster befahrbarer Kurvenhalbmesser von nur 100 m gefordert war.
Daneben veröffentlichte er mehrere Bücher über den Bau und die Konstruktion von Dampflokomotiven.

## Werke
- Die Konstruktion der Dampflokomotive und ihre Berechnung, Verlag Technik 1952, Reprint: Transpress, Stuttgart 2008, ISBN 978-3-613-71348-2
- Lokomotivkunde. H. 5. Das Fahrgestell der Dampflokomotiven, Fachbuchverlag Leipzig, 1957
- Einführung in die Theorie der Dampflokomotive für Praktiker zum Selbstunterricht, Fachbuchverlag Leipzig, 1952
- Das Entwerfen von Dampflokomotiven, Siemens, 1948
- Das Fahrgestell der Dampflokomotiven, Transpress, Berlin 1960

| Personendaten    | Personendaten                                                   |
| ---------------- | --------------------------------------------------------------- |
| NAME             | Eckhardt, Friedrich Wilhelm                                     |
| KURZBESCHREIBUNG | deutscher Ingenieur, Chefkonstrukteur der Berliner Maschinenbau |
| GEBURTSDATUM     | 25. Februar 1892                                                |
| GEBURTSORT       | Kassel                                                          |
| STERBEDATUM      | 9. April 1961                                                   |
| STERBEORT        | Niederlehme                                                     |